# صاف کردن تصویر
در آمار و پردازش تصویر از روش صاف کردن در گروهی از داده‌ها که در همسایگی یکدیگر دریک الگوی مهم گرفته‌اند برای حذف نویز در یک ساختار یا پدیده استفاده می‌شود.
در صاف کردن نقطه‌های داده‌ای، تنها نقاط انفرادی را تعریف می‌کنند (که احتمالاً نویز هستند) باید حذف شوند و نقاطی که دارای همسایه یا همسایه‌هایی  هستند به وسیلهٔ سیگنال‌های صاف‌کننده افزایش می‌یابند.
صاف کردن را ممکن است برای دست یابی به آنالیز داده استفاده کنند:
- با استخراج هر چه بیشتر اطلاعات از داده تا جایی که فرض صاف کردن بر قرار باشد.
- با فراهم اوردن تحلیلی که هم انعطاف‌پذیر باشد و هم مؤثر و قوی باشد.

الگوریتم‌های مختلفی برای صاف کردن استفاده می‌شود، صاف کردن داده‌ها معمولاً با ساده‌ترین تخمین تراکم و هیستوگرامها به دست می‌آیند.
صاف کردن بر اساس تشخیص میان مفاهیم مرتبط و دارای اشتراک انحنا و اتصالات  به صورت زیر فهمیده می‌شود:
- اتصال انحناها گاهی شامل تابع صریح به دست امده از  نتایج است در جایی که نتابج بلافاصله مقادیر صاف شده هستند و بدون استفاده اتی از فرم‌های تابع.
- هدف صاف کردن به دست دادن یک طرح کلی از تغییرات ارام مرتبط مقادیر با توجه به تطبیق خوبی از مقادیر داده‌ها است.
- روش‌های صاف سازی معمولاً دارای پارامترهای تجمعی هستند که برای گسترش صاف کردن کارا می‌باشند.

کار برد صاف کردن در پردازش تصویر در  از بین بردن نویزها است، روش این کار به این ترتیب است که در ابتدا یک تصویر داریم که می‌خواهیم نویزهای ان را حذف کنیم اگر رزولوشن تصویر NxN باشد در آن پنجره‌های MxM را طوری تعریف می‌کنیم که M از N کوچکتر است. عملیات‌های لازم را بر روی پنجره‌هایی با این ابعا انجام می‌دهیم و هر بار به اندازهٔ یک خانه این پنچره را به سمت جلو می‌بریم به طوری که کل عملیت صاف کردن بر روی تمامی پیکسل‌ها (به جز حاشیه تصویر) انجام شود.
برای توضیحات ساده‌تر فرض می‌کنیم که مقدار M برابر ۳ باشد (باید توجه داشت که ۳ تنها یک عدد برای مثال است و هیچ قرارداد رسمی وجود ندارد)
در این جا هدف تصمیم گیری برای مقدار خانه‌ای است که در مرکز وجود دارد. در اینجا با دوحالت را بررسی می‌کنیم:
- تصویری که در اختیار داریم به صورت خاکستری است.
- تصویر سیاه و سفید است.

در حالت اول با توجه به اینکه هر سطح خاکستری دارای یک عدد برای مشخص شدن است می‌توانیم با کمک دو راه مختلف مقدار پیکسل وسط را به دست اوریم:
- راه اول: استفاده از میانگین که در این صورت همهٔ ۸ خانه اطراف پیکسل وسط را با هم جمع کرده و بر تعداد آن‌ها تقسیم می‌کنیم و مقدار پیکسل وسط را برابر این میانگین به دست امده قرار می‌دهیم.
- راه دوم: اعداد مربوط به سطوح خاکستری را به صورت مرتب شده در آورده و میانه را به دست می اوریم و مقدار پیکسل وسط را برابر ان میانه قرار می‌دهیم.

در حالتی که تصویر به صورت سیاه و سفید است به این علت که حالت میانه‌ای وجو ندارد پس نمی‌توان  از روش میانگین استفاده کرد و روش میانه هم کارا نخواهد بود. در این حالت با قرار دادن یک استانه بر روی تعداد پیکسل‌های روشن(سفید) که در همسایگی پیکسل مرکزی قرار  دارند می‌توان این مشکل را حل کرد که استانه ممکن است از راه‌های اماری به دست بیاید برای مثال فرض می‌کنیم که اگر پیکسل مرکزی روشن است و در همسایکی ان(در همین سایز پنجره)۴ پیکسل روشن وجود دارد پیکسل مرکزی روشن و در غیر این صورت پیکسل مرکزی خاموش خواهد شد.
لازم به ذکر است که روش‌هایی مانند استفاده از میانگین باعث تار شدن تصویر می‌شود.